# 秘魯國營航空204號班機空難
秘魯國營航空204號班機空難是秘魯國營航空一班來回利馬 - 普卡尔帕 - 伊基托斯的定期航班。2005年8月23日，一架波音737-200型客機墜毀於普卡爾帕機場4.4英里（7公里）外的泥濘的沼澤，機上有40名乘客遇難，約占全機人員的一半。這宗空難是秘魯國營航空不足三年內第二宗空難。

## 飛機

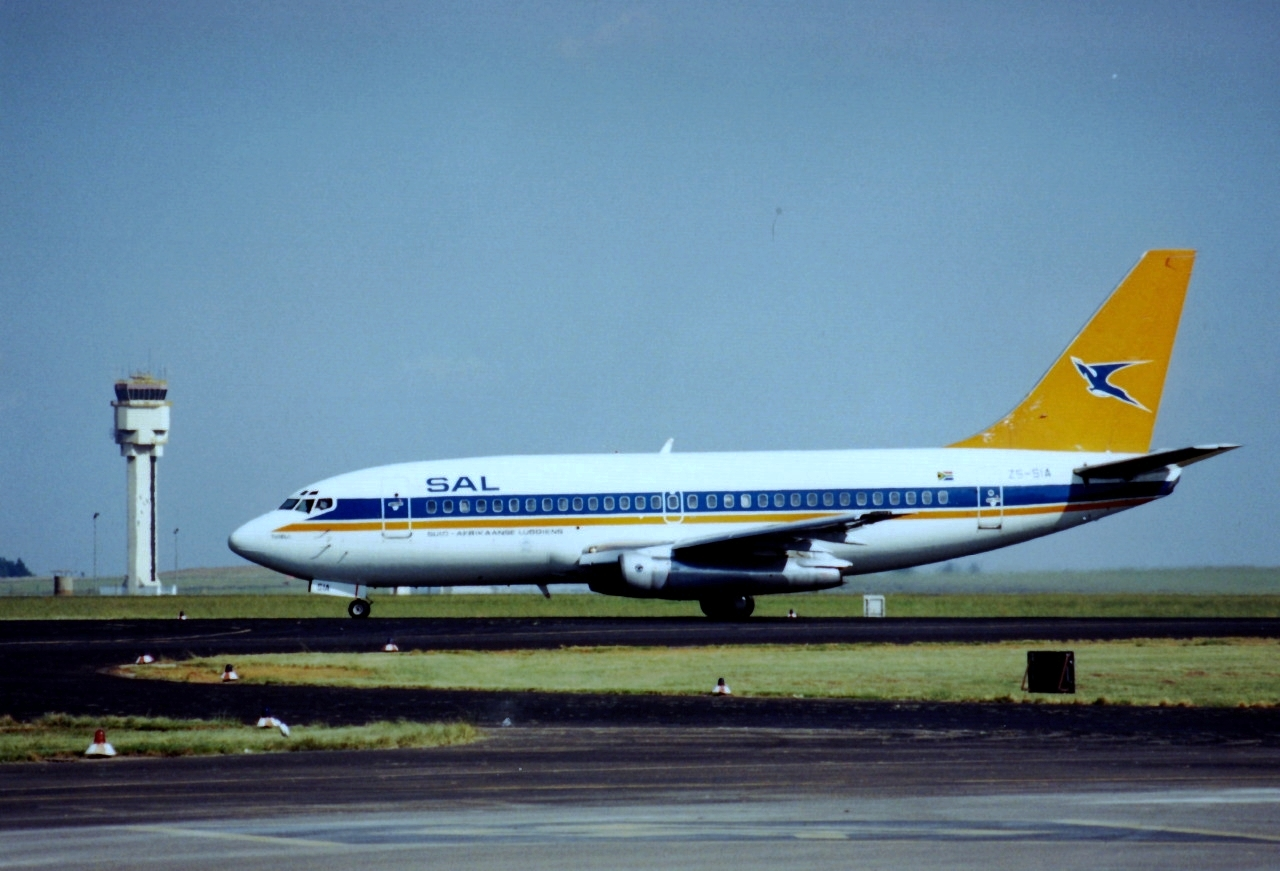
失事客机仍服役于南非航空时的照片，1998年摄于奥利弗·坦博国际机场

涉及意外的飛機是1981年建造的波音737-244型客機，註冊標號是OB-1809，事故發生兩個月前從南非航空租借過來。飛機生產序列編號為22580，裝配兩個普惠JT8D-17A發動機。飛機於1981年8月4日首飛，最初交付給南非航空。事故發生時，飛機已累計49,865飛行小時，45,262次飛行，機齡24年。

## 意外經過
當日普蘭爾帕有不尋常的冷峰正在發展中，雲層高達45000呎（11000米）。204號班機沒有轉飛至機場（當時飛機燃油可以飛回利馬或其他機場），反而繼續飛往普卡尔帕，並進入普卡尔帕周邊暴風雨帶。。預計到達目的地約十分鐘前，飛機開始出現搖動。。察覺周邊天氣比預期惡劣，飛機不能夠安全到達目的地，飛行員嘗試緊急降落。204號班機在失事前32秒飛進一處雹暴帶並（根據黑盒資料）被下對流推下，根據黑盒資料，飛進一處雹暴帶期間，在短短38秒內,飛機減少至113節的速度。最後飛機擊中樹梢失事，毀於普卡爾帕機場4.4英里（7公里）外的泥濘的沼澤並起火燃燒。失事飛機同時斷成幾節和留下100英尺寬（30米），0.8海裡長（1.5公里；0.92英里）的痕跡。機上98人，40人（35名乘客，2名空中服務員，3名機師）不幸遇難。大部分遇難者是坐在飛機前半部分。而另外58名生還者中有不少受不同程度的燒傷和四肢骨折。

## 調查及原因
從一開始現場受搶劫者破壞盜走大量物品並變賣當中包括其中一個黑盒‐飛行記錄儀，迫使調查員以500美元獎勵任何人找到並交還飛行記錄儀，最終交還，但內部被人破壞不能使用。另一個黑盒是當日被調查員找到。
經過312天的調查，判定機長沒有遵守可以防止飛機因下對流而墜毀的目視飛行規則為涉事主因。在失事前不久，機長接手控制飛機，但副駕駛沒有立即監測儀器，結果機組人員沒有注意到因下對流而迅速下降，而最後一刻機組人員也沒有加大油門脫離危險造成墜毀。